# Orografía

según criterio ortográfico.

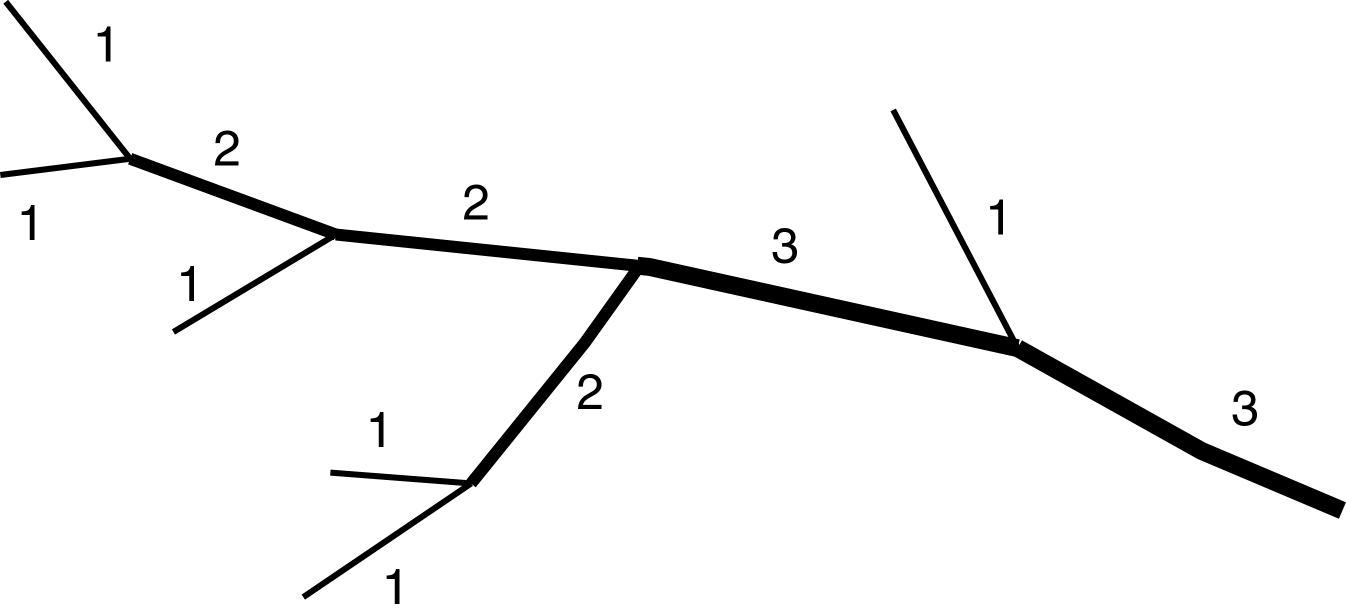
Catalogación según Strahler.

La orografía (del gr. ὄρος, montaña, y -grafía, descripción), según el diccionario de la RAE,se refiere tanto a las elevaciones que puedan existir en una zona en particular (región, país, etc.) como a la descripción de ellas que realiza la geomorfología.En modelos geocientíficos, como los modelos generales de circulación, la orografía define el límite inferior (excepto donde hay océano, desde luego). Como la representación orográfica se hace en el espacio según el promedio de las alturas en la celda considerada (por ejemplo la representación de las coras de las montañas del Himalaya) dependerá de la resolución horizontal con que se trabaja. Cuanto más alta sea la resolución horizontal, mejor representará la orografía del terreno real.
Cuando los tributarios de un río o la estructura de una cuenca son catalogados en 'secuencia ortográfica', los que tienen "orden" más elevado son los que se encuentran próximos a las nacientes del río, mientras los de orden menor se encuentran próximos de la desembocadura. Este método de catalogar tributarios es inverso al Orden de Corriente Strahler, donde los tributarios situados en la cabecera son catalogados con la categoría 1.

## Utilidad del concepto
La orografía sirve para comprender el relieve de una región o zona relativamente pequeña, por lo que su representación cartográfica en mapas a gran escala (1:100.000, 1:50.000 o mayor) sirve de manera efectiva para planear obras de infraestructura (por ejemplo, el estudio de pendientes en el trazado de una carretera o de una línea de ferrocarril, en el diseño de una represa o de un puente, etc.). Además, el estudio geomorfológico y topográfico del relieve permite conocer muchas de las características que tienen aplicaciones prácticas en el campo de la investigación del suelo y del subsuelo, de los recursos hidráulicos, minerales, agrícolas y económicos en general de la zona de que se trate.

### Orientación
En descripciones geográficas se habla a menudo de la margen izquierda o derecha de un río "en sentido orográfico". El sentido orográfico es mirando en la dirección de la corriente del agua. Por ejemplo, el centro histórico de Colonia (Alemania) se encuentra en sentido orográfico en la margen izquierda del río Rhin.

## Efectos de la orografía sobre el clima

### Nubosidad

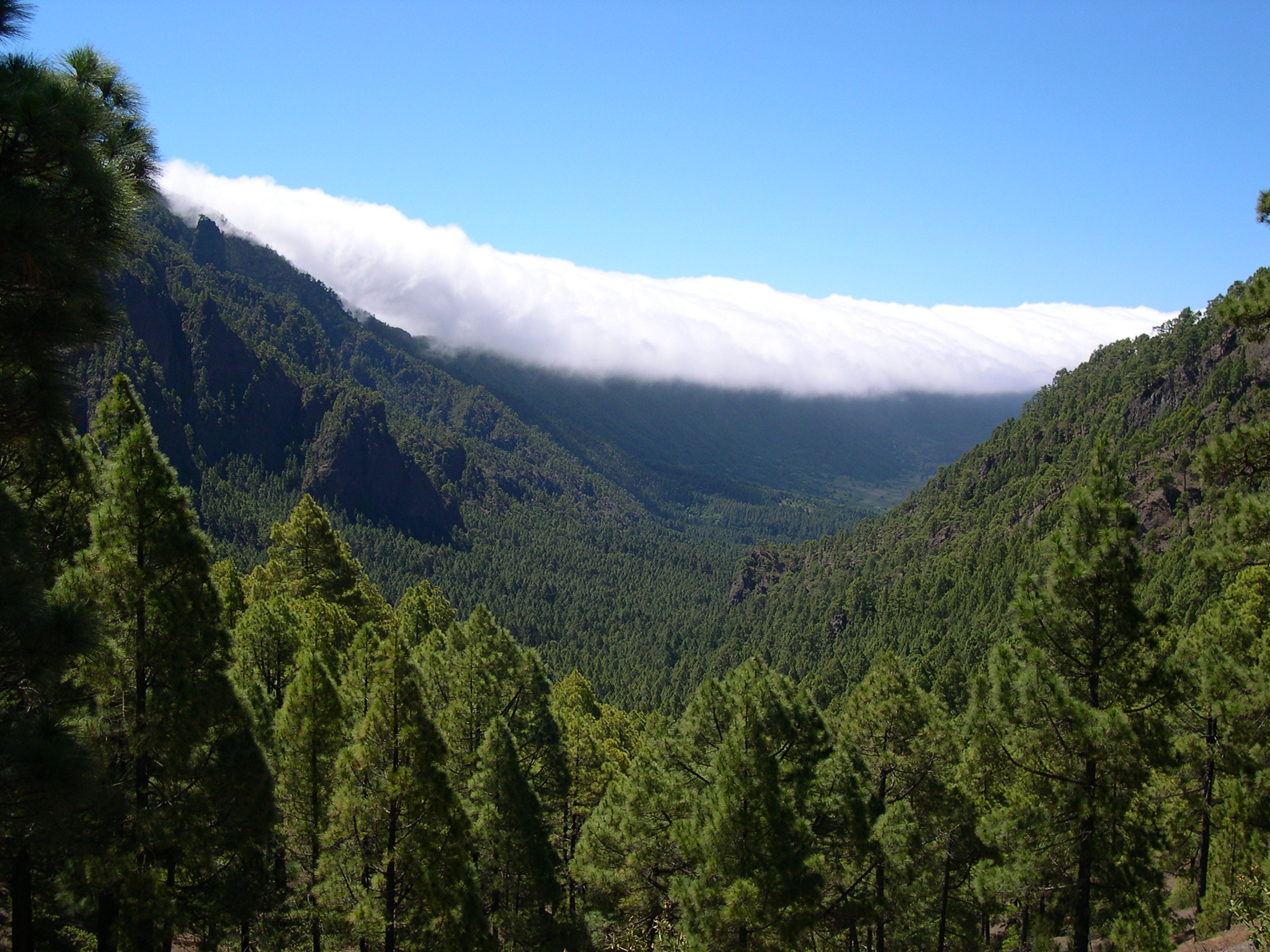
Nubes orográficas en la dorsal volcánica de la Isla de La Palma procedentes de la zona de barlovento, es decir, del este y noreste, a la izquierda de la imagen.

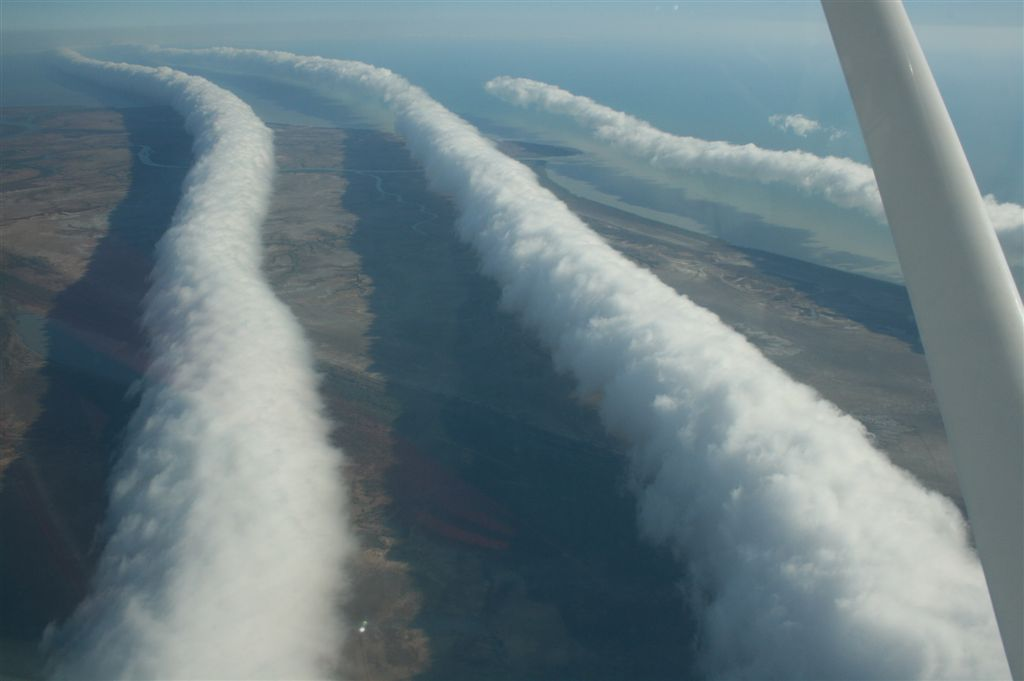
Nubes morning glory.

Como norma general, también las zonas montañosas suelen tener mayor nubosidad que las ubicadas a menor altura. Esto se debe a que las cordilleras y montañas producen un ascenso forzado de los vientos que, al ascender, disminuyen su temperatura y producen la condensación de la humedad que llevan, formando nubes en las laderas o vertientes de barlovento. En el lado de sotavento suelen producirse nubes hasta cierta altura, porque al bajar la corriente de aire procedente de barlovento, el aire se calienta adiabáticamente y desaparecen las nubes a un nivel determinado formando una especie de techo al aumentar con el descenso tanto la presión como la temperatura. Una alineación montañosa puede formar diversos tipos de nubes, incluyendo lo que se denominan nubes lenticulares, producidas sobre la cordillera cuando hay un ascenso de las masas de aire producido de manera simultánea desde los dos flancos de la misma y las nubes morning glory típicas del N. de Australia, con características muy particulares y poco frecuentes.

### Lluvias
La precipitación orográfica es la precipitación generada por condensación durante un movimiento de aire ascendente forzado al encontrar un obstáculo en el relieve topográfico. La orografía puede desempeñar un papel principal en la cantidad, intensidad y duración de la precipitación. Los investigadores han descubierto que la anchura de barrera, la pendiente de la cuesta y la velocidad de subida son los factores principales que controlan la distribución y la intensidad de precipitación orográfica. Las simulaciones de ordenador muestran que barreras estrechas y cuestas más escarpadas producen velocidades de ascenso del aire más fuertes incrementando así la precipitación orográfica.
En Nueva Zelanda, la mayor parte de la precipitación recibida en la isla principal (la isla del Sur) se produce sobre el lado de barlovento (el oeste, donde existe una cordillera bastante elevada denominada Alpes Neozelandeses), mientras que el lado de sotavento, hacia el este, es mucho más seco.

### Vegetación
Como consecuencia de la mayor temperatura en las vertientes de solana, que se traduce en una mayor sequedad del suelo por la evaporación, con respecto a las vertientes de umbría, estas últimas tienen una vegetación mucho más rica y abundante que en aquellas. La pequeña sierra del Castellet, justo al norte de Montserrat (Valencia), es un ejemplo perfecto del efecto de la orientación de las laderas o vertientes montañosas sobre la vegetación ().

### Vientos
Las crestas de las montañas pueden acelerar considerablemente la velocidad de los vientos cuando estos atraviesan desfiladeros, puertos o pasos de montaña, abras o collados, donde el aire se ve forzado a aumentar su velocidad al estrecharse la sección que atraviesa. Es el caso del Monte Washington en Nueva Inglaterra, donde se han registrado los vientos de mayor velocidad en nuestro planeta: 231 millas por hora, es decir, 372 km/h, registrado en la tarde del 12 de abril de 1934. Todas las cordilleras tienen esas angosturas ubicadas en las crestas que proporcionan lugares propicios para la producción de vientos de gran velocidad e intensidad. Se han registrado vientos de mayor velocidad, pero que no están asociados al efecto de la orografía.
Los vientos dominantes en la superficie terrestre pueden soplar en algunas áreas, de un lado al otro de cordilleras o montañas, con lo que se crean los conceptos de barlovento (laderas donde inciden los vientos sobre montañas o cordilleras) y sotavento, laderas que se encuentran a espaldas de los vientos dominantes, en las laderas de sotavento.